# Samuel Alves
Samuel Henrique Alves (sinh ngày 14 tháng 6 năm 1991) là một cầu thủ bóng đá người Brasil hiện tại thi đấu ở vị trí hậu vệ cho đội bóng Nhật Bản tại J3 League SC Sagamihara.

## Sự nghiệp câu lạc bộ
Alves ký hợp đồng với Sagamihara đầu năm 2017. Anh có màn ra mắt trong thất bại 1–0 trước Nagano Parceiro.

## Thống kê sự nghiệp

### Câu lạc bộ
Tính đến 17 tháng 4 năm 2018.
| Câu lạc bộ          | Mùa giải            | Giải vô địch           | Giải vô địch | Giải vô địch | Cúp     | Cúp       | Châu lục | Châu lục  | Khác    | Khác      | Tổng    | Tổng      |
| Câu lạc bộ          | Mùa giải            | Hạng đấu               | Số trận      | Bàn thắng    | Số trận | Bàn thắng | Số trận  | Bàn thắng | Số trận | Bàn thắng | Số trận | Bàn thắng |
| ------------------- | ------------------- | ---------------------- | ------------ | ------------ | ------- | --------- | -------- | --------- | ------- | --------- | ------- | --------- |
| Guarany             | 2012                | Série C                | 0            | 0            | 0       | 0         | –        | –         | 4       | 0         | 4       | 0         |
| Vitória de Sernache | 2012–13             | Campeonato de Portugal | 17           | 0            | 0       | 0         | –        | –         | 0       | 0         | 17      | 0         |
| Toledo              | 2014                | –                      | 0            | 0            | 0       | 0         | –        | –         | 12      | 1         | 12      | 1         |
| Goianésia           | 2014                | Série D                | 5            | 0            | 0       | 0         | –        | –         | 0       | 0         | 5       | 0         |
| Goianésia           | 2015                | Série D                | 0            | 0            | 0       | 0         | –        | –         | 1       | 0         | 1       | 0         |
| Goianésia           | Tổng                | Tổng                   | 5            | 0            | 0       | 0         | –        | –         | 1       | 0         | 6       | 0         |
| Ipatinga            | 2015                | Série D                | 0            | 0            | 0       | 0         | –        | –         | 2       | 0         | 2       | 0         |
| Vitória de Sernache | 2015–16             | Campeonato de Portugal | 29           | 1            | 1       | 0         | –        | –         | 0       | 0         | 30      | 1         |
| Vitória de Sernache | 2016–17             | Campeonato de Portugal | 14           | 2            | 3       | 1         | –        | –         | 0       | 0         | 17      | 3         |
| Vitória de Sernache | Tổng                | Tổng                   | 43           | 3            | 4       | 1         | –        | –         | 0       | 0         | 47      | 4         |
| Sagamihara          | 2017                | J3 League              | 11           | 0            | 0       | 0         | –        | –         | 0       | 0         | 11      | 0         |
| Sagamihara          | 2018                | J3 League              | 5            | 0            | 0       | 0         | –        | –         | 0       | 0         | 5       | 0         |
| Tổng cộng           | Brazil              | Brazil                 | 5            | 0            | 0       | 0         | –        | –         | 19      | 1         | 24      | 1         |
| Tổng cộng           | Bồ Đào Nha          | Bồ Đào Nha             | 60           | 3            | 4       | 1         | –        | –         | 0       | 0         | 64      | 4         |
| Tổng cộng           | Nhật Bản            | Nhật Bản               | 16           | 0            | 0       | 0         | –        | –         | 0       | 0         | 16      | 0         |
| Tổng cộng           | Tổng cộng sự nghiệp | Tổng cộng sự nghiệp    | 81           | 3            | 4       | 1         | –        | –         | 19      | 1         | 104     | 5         |

Notes
1. ↑  Số lần ra sân ở Campeonato Cearense
2. ↑  Số lần ra sân ở Campeonato Paranaense
3. ↑  Số lần ra sân ở Campeonato Goiano
4. ↑  Số lần ra sân ở Campeonato Mineiro Módulo 2
5. 1 2  Số lần ra sân ở Taça de Portugal